# Gabrielė Leščinskaitė
Gabrielė Leščinskaitė, geb. Jociūtė, (* 25. März 1996 in Pakruojis, Bezirk Šiauliai) ist eine ehemalige litauische Biathletin. Sie gab 2014 ihr Weltcupdebüt, bestritt sieben Weltmeisterschaften und nahm an den Olympischen Spielen 2022 teil.

## Sportliche Laufbahn
Gabrielė Leščinskaitė sammelte erste internationale Erfahrungen bei den Juniorenbewerben der Sommerbiathlon-Weltmeisterschaften 2011 in Nové Město na Moravě und wurde Achte mit der Mixedstaffel sowie 42. des Sprints. Ihre Auftritte in den Folgejahren beschränkten sich auf Juniorenweltmeisterschaften sowie das Olympische Jugendfestival 2013 in Cheile Grădiștei, wo sie mit Silber im Einzel ihre erste und einzige internationale Medaille gewann. Mit Beginn der Saison 2013/14 gab sie ihr Debüt im IBU-Cup. Leščinskaitės bestes Ergebnis wurde zunächst ein 39. Rang im Verfolger von Ruhpolding, wobei alle hinter ihr gelisteten Athleten entweder überrundet wurden oder das Rennen gar nicht gestartet waren. Ende 2014 gab die Litauerin dann in Hochfilzen ihren Einstand im Weltcup und wurde mit Natalija Kočergina, Diana Rasimovičiūtė und Natalija Paulauskaitė Staffel-20. Die erste Top-10-Platzierung auf Juniorenebene gab es bei den Junioreneuropameisterschaften in Otepää, Leščinskaitė wurde 6. des Einzels. Saisonhöhepunkt wurde allerdings die Teilnahme an den Weltmeisterschaften in Kontiolahti, wo die Litauerin bei ihrem ersten Einzelrennen auf Weltcupebene als 39. sofort Punkte einfuhr.
Zu Beginn der Saison 2015/16 bestritt Leščinskaitė auch erstmals ein reguläres Weltcupeinzel, ihr einziges nennenswertes Resultat neben einer weiteren WM-Teilnahme war Rang 60 beim Weltcupsprint von Antholz. Auch in den Folgejahren blieben die Ergebnisse der Litauerin hinter den Erwartungen zurück, oftmals wegen miserabler Laufzeiten trotz guter Schießergebnisse. So wurde sie auch nicht für die Olympischen Spiele 2018 in Pyeongchang nominiert, den Vorzug bekamen ihre Teamkolleginnen Rasimovičiūtė und Kočergina. Erster Lichtblick nach längerer Zeit war ein 58. Sprintrang im März 2020, auch anfangs der Folgesaison sprang in Kontiolahti mit Platz 54 im Einzel ein recht ordentliches Ergebnis heraus. Ziemlich erfolgreich verliefen die Europameisterschaften 2021 im polnischen Duszniki-Zdrój: Im Mixedstaffelrennen trat man mit der Weltcupmannschaft um Natalija Kočergina, Karol Dombrovski und Vytautas Strolia an und wurde überraschend Vierter, Schlussläufer Strolia machte dabei auf der Endrunde zwei Positionen gut und hatte nur gut zehn Sekunden Rückstand auf die drittplatzierte Mannschaft der Ukraine.
Der Anfang des Winters 2021/22 verlief mit vier Top-60-Ergebnissen ebenfalls vielversprechend, dabei erreichte Leščinskaitė auch erstmals ein Verfolgungsrennen im Weltcup. Überraschend kam trotzdem nach dem Jahreswechsel der 19. Rang im Einzelrennen von Antholz, mit dem sie ihre persönliche Bestleistung klar einstellte, erstmals seit fast sieben Jahren in die Punkte lief und ihren ersten Massenstart nur um gut 20 Sekunden verpasste. Es folgte das erwartete Debüt bei den Olympischen Winterspielen in Peking, wo die Litauerin die Top 60 in Einzel und Sprint jeweils knapp verpasste. 2022/23 ging es in Ruhpolding in die Top 60, bei den Europameisterschaften mit der Mixedstaffel um Kočergina, Maksim Fomin und Nikita Romanov auf Rang 10. Die besten Saisonresultate brachten die Weltmeisterschaften, wo als bestes Ergebnis Rang 47 im Einzel resultierte.
Im Oktober 2023 gab Leščinskaitė ihr Karriereende bekannt.

## Persönliches

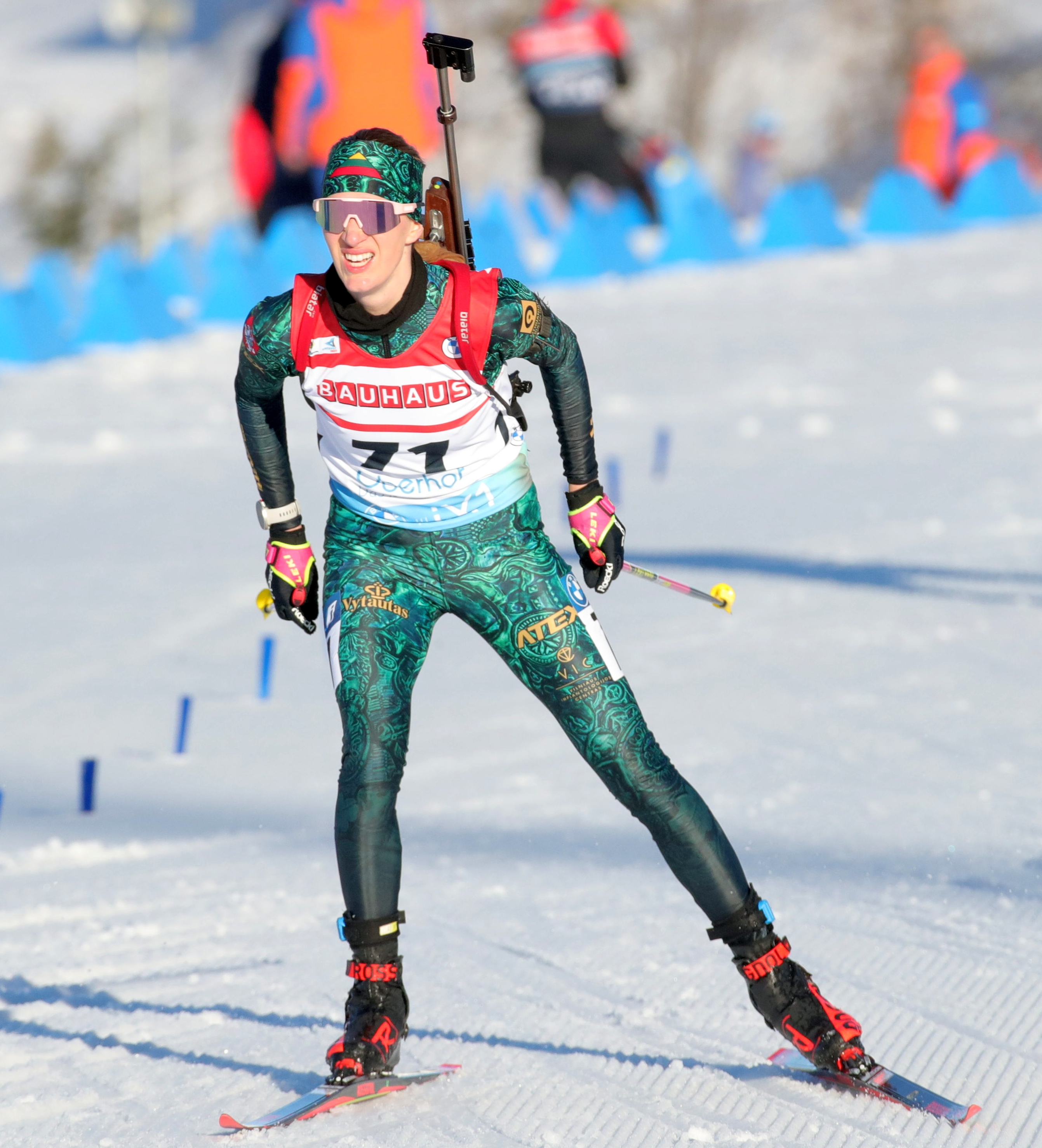
Leščinskaitė 2023 in Oberhof

Nach dem Abitur am Gymnasium in Žvėrynas studierte Gabrielė Leščinskaitė Psychologie an der Mykolas-Romeris-Universität in Vilnius. In der Funktion als Sportpsychologin betreute sie das litauische Athletenaufgebot beim Europäischen Olympischen Jugendfestival 2022. Nach dem Ende ihrer Karriere zog sie nach Sydney.
Ihr Stiefvater Arūnas Daugirdas war Präsident von Lietuvos biatlono federacija (LBF).

## Statistiken

### Weltcupplatzierungen
Die Tabelle zeigt alle Platzierungen (je nach Austragungsjahr einschließlich Olympische Spiele und Weltmeisterschaften).
- 1.–3. Platz: Anzahl der Podiumsplatzierungen
- Top 10: Anzahl der Platzierungen unter den ersten zehn (einschließlich Podium)
- Punkteränge: Anzahl der Platzierungen innerhalb der Punkteränge (einschließlich Podium und Top 10)
- Starts: Anzahl gelaufener Rennen in der jeweiligen Disziplin
- Staffel: inklusive Mixed- und Single-Mixed-Staffeln

| Platzierung | Einzel | Sprint | Verfolgung | Massenstart | Staffel | Gesamt |
| ----------- | ------ | ------ | ---------- | ----------- | ------- | ------ |
| 1. Platz    |        |        |            |             |         |        |
| 2. Platz    |        |        |            |             |         |        |
| 3. Platz    |        |        |            |             |         |        |
| Top 10      |        |        |            |             |         |        |
| Punkteränge | 2      |        |            |             | 30      | 32     |
| Starts      | 19     | 46     | 1          |             | 30      | 96     |

### Weltcupwertungen
Ergebnisse bei Weltcups (Disziplinen- und Gesamtweltcup) gemäß Punktesystem.
| Saison  | Einzel | Einzel | Sprint | Sprint | Verfolgung | Verfolgung | Massenstart | Massenstart | Gesamt | Gesamt |
| Saison  | Platz  | Punkte | Platz  | Punkte | Platz      | Punkte     | Platz       | Punkte      | Platz  | Punkte |
| ------- | ------ | ------ | ------ | ------ | ---------- | ---------- | ----------- | ----------- | ------ | ------ |
| 2014/15 | 68.    | 2      | –      | –      | –          | –          | –           | –           | 95.    | 2      |
| 2021/22 | 34.    | 22     | –      | –      | –          | –          | –           | –           | 81.    | 22     |

### Olympische Winterspiele

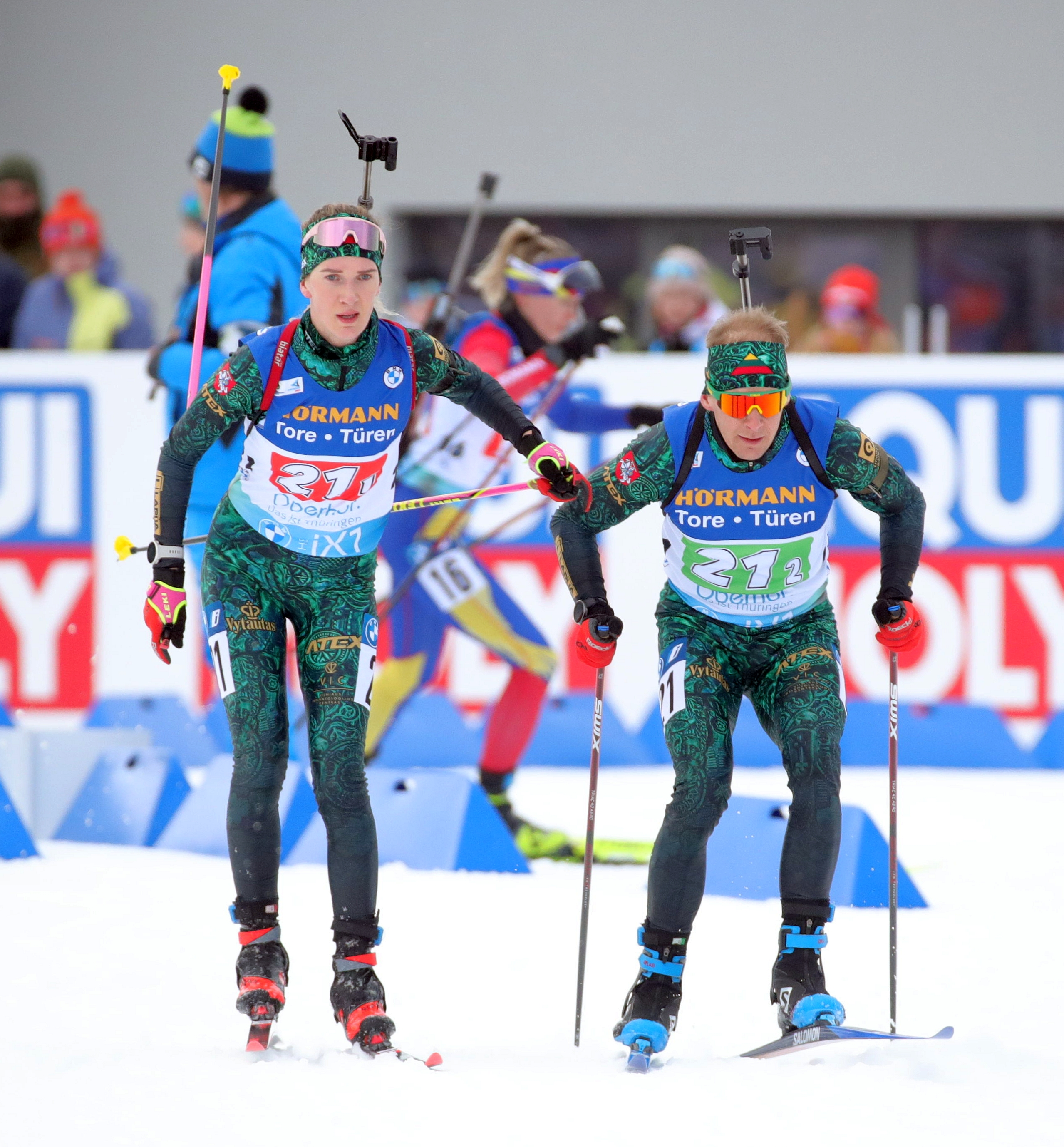
Leščinskaitė und Tomas Kaukėnas bei den Weltmeisterschaften 2023

Ergebnisse bei Olympischen Winterspielen:
|                                        | Einzelwettbewerbe | Einzelwettbewerbe | Einzelwettbewerbe | Einzelwettbewerbe | Staffelwettbewerbe | Staffelwettbewerbe |
| Einzel                                 | Sprint            | Verfolgung        | Massenstart       | Frauenstaffel     | Mixedstaffel       |                    |
| -------------------------------------- | ----------------- | ----------------- | ----------------- | ----------------- | ------------------ | ------------------ |
| Olympische Winterspiele 2022 \| Peking | 61.               | 63.               | –                 | –                 | –                  | –                  |

### Biathlon-Weltmeisterschaften
Ergebnisse bei den Weltmeisterschaften:
| Weltmeisterschaften | Weltmeisterschaften | Einzelwettbewerbe | Einzelwettbewerbe | Einzelwettbewerbe | Einzelwettbewerbe | Staffelwettbewerbe | Staffelwettbewerbe | Staffelwettbewerbe |
| Jahr                | Ort                 | Einzel            | Sprint            | Verfolgung        | Massenstart       | Frauenstaffel      | Mixedstaffel       | S.-M.-Staffel      |
| ------------------- | ------------------- | ----------------- | ----------------- | ----------------- | ----------------- | ------------------ | ------------------ | ------------------ |
| 2015                | Kontiolahti         | 39.               | 87.               | –                 | –                 | 20.                | –                  | nicht ausgetragen  |
| 2016                | Oslo                | 77.               | 91.               | –                 | –                 | –                  | –                  | nicht ausgetragen  |
| 2017                | Hochfilzen          | –                 | –                 | –                 | –                 | 21.                | –                  | nicht ausgetragen  |
| 2019                | Östersund           | 76.               | 87.               | –                 | –                 | –                  | 24.                | –                  |
| 2020                | Antholz             | DNF               | 69.               | –                 | –                 | –                  | 16.                | –                  |
| 2021                | Pokljuka            | 58.               | 61.               | –                 | –                 | –                  | 17.                | –                  |
| 2023                | Oberhof             | 47.               | 53.               | 54.               | –                 | –                  | 18.                | 21.                |

### Jugend-/Juniorenweltmeisterschaften
Leščinskaitė nahm bis 2015 an den Jugend-, ab 2016 an den Juniorenwettkämpfen teil.
| Weltmeisterschaften | Weltmeisterschaften | Einzelwettbewerbe | Einzelwettbewerbe | Einzelwettbewerbe | Frauenstaffel |
| Jahr                | Ort                 | Einzel            | Sprint            | Verfolgung        | Frauenstaffel |
| ------------------- | ------------------- | ----------------- | ----------------- | ----------------- | ------------- |
| 2012                | Kontiolahti         | 68.               | 69.               | –                 | 16.           |
| 2013                | Obertilliach        | 11.               | 57.               | 45.               | –             |
| 2014                | Presque Isle        | 40.               | 15.               | 27.               | 6.            |
| 2015                | Minsk               | 10.               | 30.               | 22.               | –             |
| 2016                | Cheile Grădiștei    | 35.               | 37.               | 44.               | –             |
| 2017                | Osrblie             | 40.               | 41.               | 42.               | –             |